# Devecey
 Devecey  es una población y comuna francesa, en la región de Franco Condado, departamento de Doubs, en el distrito de Besançon y cantón de Marchaux.

## Demografía
| 276 | 444 | 702 | 955 | 1401 | 1423 |
| Para los censos de 1962 a 1999 la población legal corresponde a la población sin duplicidades (Fuente: INSEE [Consultar]) |     |     |     |      |      |